# Gewässergütewirtschaft
Gewässergütewirtschaft (Wassergütewirtschaft) ist die zielbewusste Ordnung aller menschlichen Einwirkungen auf die Gewässereigenschaften [Begriffsdefinition der DIN 4045].
Dazu gehört die Festlegung für alle Nutzer eines Gewässers über das zulässige Maß der Einleitungen in Menge und Qualität und über die zulässigen Entnahmen sowie die entsprechenden Maßnahmen, um diese Vorgaben einzuhalten, z. B. Abwasserreinigung. Es gehören aber auch Maßnahmen am Gewässer dazu, um die Selbstreinigung des Gewässers zu verbessern.